# Ярский район
Я́рский райо́н (удм. Яр ёрос) — административно-территориальная единица и муниципальное образование (муниципальный округ, в 2005—2021 гг. — муниципальный район) в Удмуртской Республике Российской Федерации.
Располагается в северо-западной части республики. Административный центр — посёлок Яр.
Образован 15 июля 1929 года.

## Физико-географические сведения
Район расположен в северо-западной части республики и граничит с Кировской областью на севере и западе, Глазовским районом на востоке и Юкаменским районом на юге. По центру района с востока на запад протекает река Чепца — крупнейшая река севера Удмуртии. Северная часть района расположена на Верхнекамской возвышенности, а южная — на Красногорской возвышенности. Также по территории района протекают множество притоков Чепцы, самый крупный из которых — Лекма и на севере района находится исток реки Вятка.
Площадь района — 1524,27 км². Лесистость района 34,1 %, при средней по Удмуртии — 46,8 %.

## История
Ярский район образован 15 июня 1929 года из 19 сельских советов Уканской, Ежевской и Пудемской волостей Глазовского уезда, первоначально административный центр района располагался в селе Укан, а с 1932 года переведён в посёлок Яр, который был выделен в отдельный поссовет. 23 января 1935 года из Ярского района выделен Пудемский район, который 23 ноября 1956 года был упразднён и его сельсоветы вернулись в состав Ярского района. В 1962 году Ярский район упразднён и его сельсоветы разделены между Глазовским сельским и районом и городом Глазов, в 1964 году образован Ярский сельский район, в составе 7 сельсоветов и 2 поссоветов, который в 1965 году преобразован в Ярский район.
В рамках организации местного самоуправления с 2005 до 2021 гг. функционировал муниципальный район. Законом Удмуртской Республики от 11 мая 2021 года муниципальный район и все входящие в его состав сельского поселения к 25 мая 2021 года был упразднены и через объединение преобразованы в муниципальный округ Ярский район.

## Население
| 1939    | 1959    | 1970    | 1979    | 1989    | 2002    | 2009    | 2010    | 2011    |
| ------- | ------- | ------- | ------- | ------- | ------- | ------- | ------- | ------- |
| 26 359  | ↗31 215 | ↘25 241 | ↘22 281 | ↘20 595 | ↘18 880 | ↘17 984 | ↘15 286 | ↘15 230 |
| 2012    | 2013    | 2014    | 2015    | 2016    | 2017    | 2018    | 2019    | 2020    |
| ↘14 935 | ↘14 492 | ↘14 221 | ↘13 958 | ↘13 794 | ↘13 604 | ↘13 419 | ↘13 008 | ↘12 677 |
| 2021    |         |         |         |         |         |         |         |         |
| ↘11 370 |         |         |         |         |         |         |         |         |

По данным переписи 2002 года на территории района проживало 18880 человек, переписи 2010 года — 15286 человек, между переписями население района сократилось на 23,51 %. Из общего населения района 43,15 % населения проживало в районном центре посёлка Яр. Средняя плотность населения — 10,03 чел./км². Район занимает 17-е место по численности населения и 16-е место по плотности среди муниципальных районов Удмуртии. На 1 января 2013 года, из 68 населённых пунктов района 7 не имели постоянного населения.

### Национальный состав
По результатам переписи 2020 года, среди населения района удмурты составляли 54,3 %, русские — 41,4 %, бесермяне — 1,3 %, татары — 1,2 %. Ярский район один из 12 сельских районов республики, где удмурты составляют большинство. Также регион является одним из двух районов Удмуртии с компактным проживанием бесермян.

## Административное устройство

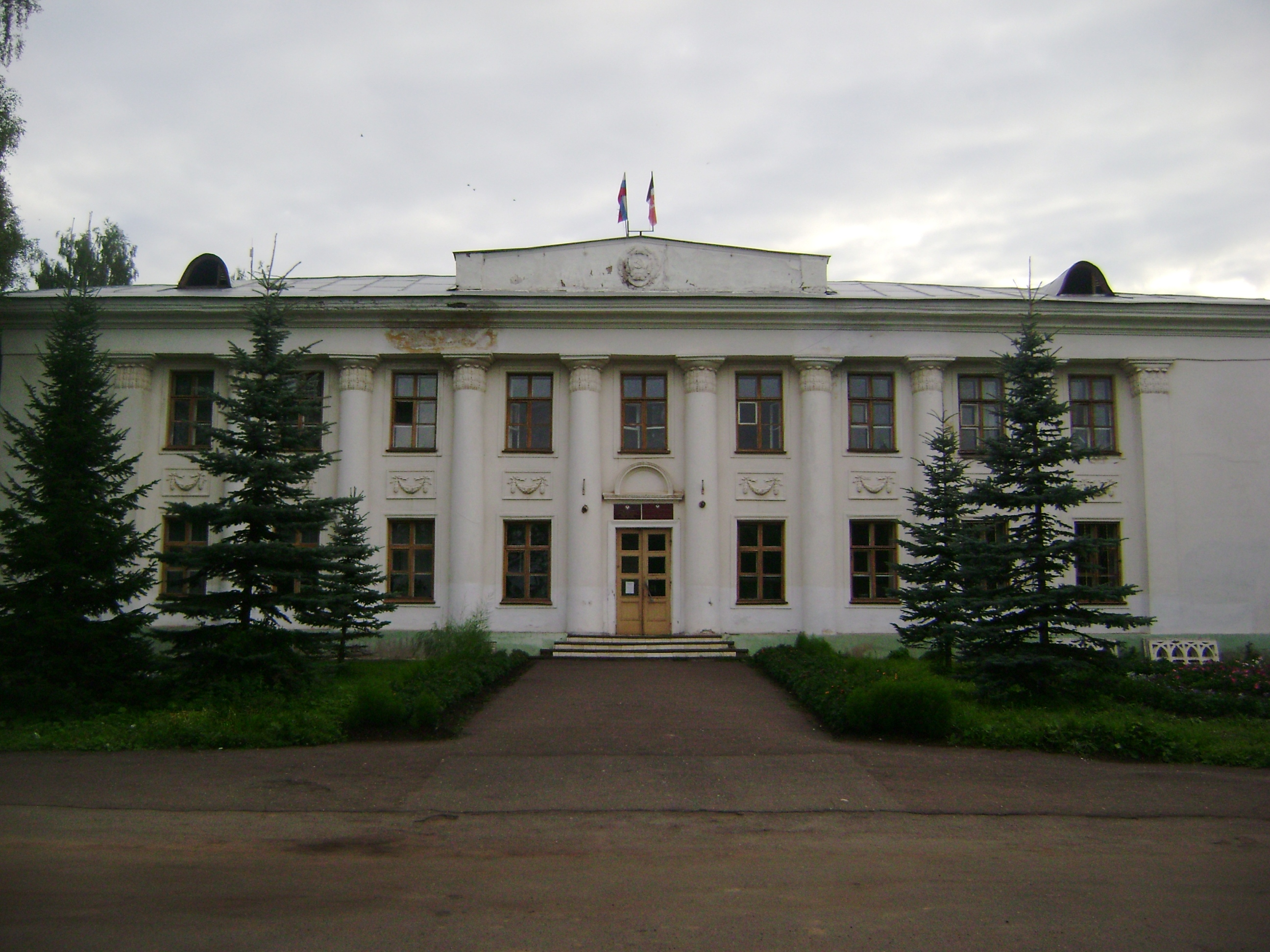
Здание Администрации Ярского района

### Самоуправление
Государственная власть в районе осуществляется на основании Устава, структуру органов местного самоуправления муниципального района составляют:
1. Районный Совет депутатов — представительный орган местного самоуправления, в составе 30 депутатов, избирается каждые 5 лет. Текущий состав избран 18 сентября 2016 года.
2. Глава муниципального образования — высшее должностное лицо района, избирается Советом из своего состава. Должность Главы района занимает — Старцев Александр Юрьевич.
3. Администрация муниципального образования — исполнительно-распорядительный орган муниципального района. Главой Администрации района является глава муниципального образования.

### Символика
Официальными символами муниципального района являются герб и флаг, отражающие исторические, культурные, национальные и иные местные традиции и особенности. Порядок официального использования герба и флага муниципального района устанавливается решением Районного Совета депутатов.

### Административное деление
В Ярский район как административно-территориальную единицу входят 11 сельсоветов. Сельсоветы (сельские администрации) как правило одноимённы образованным в их границах сельским поселениям (помимо упомянутых, это также Никольский сельсовет с селом Никольское и деревнями Шестоперово, Чарланово, Азьманово, Удино, входящими в сельское поселение Уканское).
В муниципальный район до 2021 года входили 10 муниципальных образований со статусом сельских поселений.
| Сельское поселение | Административный центр | Количество населённых пунктов | Население, чел. | Площадь, га (2012 год) |
| ------------------ | ---------------------- | ----------------------------- | --------------- | ---------------------- |
| Бармашурское       | деревня Бармашур       | 5                             | ↘651            | 6190                   |
| Бачумовское        | деревня Бачумово       | 13                            | ↘575            | 13212                  |
| Ворцинское         | деревня Ворца          | 7                             | ↘341            | 18292                  |
| Дизьминское        | село Дизьмино          | 7                             | ↘1554           | 11221                  |
| Еловское           | село Елово             | 8                             | ↘413            | 21105                  |
| Зюинское           | деревня Зюино          | 4                             | ↘139            | 15624                  |
| Казаковское        | деревня Тум            | 5                             | ↘290            | 18719                  |
| Пудемское          | село Пудем             | 6                             | ↘1624           | 11492                  |
| Уканское           | село Укан              | 12                            | ↘848            | 34786                  |
| Ярское             | посёлок Яр             | 1                             | ↘5511           | 1786                   |

В результате муниципальной реформы в 2004 году было образовано 1 городское («Ярское») и 9 сельских поселений. В октябре 2005 года городское поселение «Ярское» было преобразовано в сельское поселение.

### Населённые пункты
Ярский район включает 68 населённых пунктов.
| №  | Населённый пункт | Тип     | Население | Бывшее сельское поселение |
| -- | ---------------- | ------- | --------- | ------------------------- |
| 1  | Азьманово        | деревня | ↘18       | Уканское                  |
| 2  | Байдалино        | деревня | ↘154      | Дизьминское               |
| 3  | Бармашур         | деревня | ↘484      | Бармашурское              |
| 4  | Бачумово         | деревня | ↘316      | Бачумовское               |
| 5  | Баяран           | деревня | ↘83       | Казаковское               |
| 6  | Бердыши          | деревня | ↗2        | Ворцинское                |
| 7  | Бозино           | деревня | ↘74       | Еловское                  |
| 8  | Васепиево        | деревня | ↘53       | Ворцинское                |
| 9  | Володино         | деревня | →0        | Бачумовское               |
| 10 | Ворца            | деревня | ↘354      | Ворцинское                |
| 11 | Дзякино          | деревня | ↗21       | Дизьминское               |
| 12 | Дизьмино         | село    | ↘1380     | Дизьминское               |
| 13 | Дома 1109 км     | нп      | →3        | Бачумовское               |
| 14 | Дома 1113 км     | нп      | →12       | Бачумовское               |
| 15 | Дома 1116 км     | нп      | ↗6        | Бачумовское               |
| 16 | Дома 1120 км     | нп      | ↗12       | Бачумовское               |
| 17 | Дома 1124 км     | нп      | ↗8        | Бармашурское              |
| 18 | Дома 1129 км     | нп      | →0        | Дизьминское               |
| 19 | Дома 1130 км     | нп      | ↘6        | Дизьминское               |
| 20 | Дусыково         | деревня | ↘11       | Ворцинское                |
| 21 | Елово            | село    | ↘267      | Еловское                  |
| 22 | Зюино            | деревня | ↘234      | Зюинское                  |
| 23 | Зянкино          | деревня | →89       | Ворцинское                |
| 24 | Казаково         | деревня | →6        | Казаковское               |
| 25 | Костромка        | деревня | →92       | Еловское                  |
| 26 | Кузьмино         | деревня | ↘104      | Еловское                  |
| 27 | Кычино           | деревня | ↗131      | Бармашурское              |
| 28 | Лековай          | деревня | ↗57       | Пудемское                 |
| 29 | Логошур          | деревня | →19       | Ворцинское                |
| 30 | Луза             | деревня | ↘17       | Еловское                  |
| 31 | Лумпа            | деревня | ↘2        | Бачумовское               |
| 32 | Малое Малагово   | деревня | ↘28       | Пудемское                 |
| 33 | Меметово         | деревня | ↘37       | Ворцинское                |
| 34 | Мосеево          | деревня | ↘207      | Дизьминское               |
| 35 | Нижний Укан      | деревня | ↘169      | Уканское                  |
| 36 | Нижняя Сада      | деревня | ↗14       | Бачумовское               |
| 37 | Нижняя Чура      | деревня | ↘32       | Уканское                  |
| 38 | Никольское       | село    | ↘241      | Уканское                  |
| 39 | Новый Путь       | село    | →18       | Зюинское                  |
| 40 | Озёрки           | деревня | ↘201      | Казаковское               |
| 41 | Орловский        | починок | →0        | Пудемское                 |
| 42 | Пудем            | село    | ↘1879     | Пудемское                 |
| 43 | Пудемский        | разъезд | ↘10       | Пудемское                 |
| 44 | Сада             | село    | ↘15       | Бачумовское               |
| 45 | Сосновка         | деревня | ↗14       | Еловское                  |
| 46 | Тарасово         | деревня | ↗4        | Бачумовское               |
| 47 | Тум              | деревня | ↗140      | Казаковское               |
| 48 | Тупалуд          | деревня | →43       | Уканское                  |
| 49 | Тымпал           | деревня | →3        | Уканское                  |
| 50 | Удино            | деревня | ↘11       | Уканское                  |
| 51 | Удмурт-Сада      | деревня | ↘20       | Зюинское                  |
| 52 | Укан             | село    | ↗364      | Уканское                  |
| 53 | Усть-Лекма       | деревня | →70       | Еловское                  |
| 54 | Цыпья            | деревня | ↗10       | Пудемское                 |
| 55 | Чабырово         | деревня | ↗23       | Казаковское               |
| 56 | Чарланово        | деревня | →21       | Уканское                  |
| 57 | Черкадцы         | деревня | ↘23       | Уканское                  |
| 58 | Шестоперово      | деревня | ↘54       | Уканское                  |
| 59 | Шобоково         | деревня | ↘29       | Бачумовское               |
| 60 | Юберки           | деревня | →13       | Бачумовское               |
| 61 | Юдчино           | деревня | ↘300      | Бачумовское               |
| 62 | Юр               | деревня | ↘203      | Уканское                  |
| 63 | Яр               | посёлок | ↘5511     | Ярское                    |
| 64 | Яр               | деревня | ↘91       | Бармашурское              |
| 65 | Ярский льнозавод | деревня | ↘151      | Бармашурское              |

Упразднённые населённые пункты
- 2001 год — деревни Кушман и Лэзя, Дома 1122 км, Дома 1134 км, Дома 1135 км, Дома 1136 км, Дома 1142 км[46].
- 2004 год — деревни Большой Апевай, Каравай, Кесшур, Сизово, Шулегово; населённые пункты Дома 1132 км и Дома 23 км; починки Новолекомский и Кычинский; станция и посёлок Перелом[47].
- 2021 год — деревни Феоктистово, Тюрики и Дома 1128 км.

## Социальная инфраструктура
Муниципальная система образования представлена 17 школами (из которых — 9 средних), детской школой искусств, детско-юношеской спортивной школой, 14 детскими садами, ГОУ СПО «Ярский политехникум» и ГСКОУ «Ярская школа-интернат» для обучающихся воспитанников с отклонениями в развитии. Медицинскую помощь населению района оказывают районная больница и 24 фельдшерско-акушерских пункта, а также центр социального обслуживания населения (дом престарелых).

## Экономика
Ведущее место среди отраслей экономики района занимает сельское хозяйство.
Через район проходят автомобильные дороги на Кировскую область в сторону Фалёнского и Омутнинского районов и железнодорожная дорога Киров-Пермь, от которой от станции Яр идёт ответвление на Омутнинск.

## Достопримечательности
Объекты культурного наследия района отражают различные исторические периоды: археологические памятники Чепецкой культуры — Кушманское городище (Учкакар), Комаровское городище (Чибинькар), Уканское городище (Поркар), архитектурные памятники — Троицкая церковь в селе Елово, Спасская церковь в селе Укан, Вознесенская церковь в селе Сада, исторические памятники — Пудемский листопрокатный завод, природные памятники — Тумское болото, исток реки Вятка.